# Oxyropsis acutirostra
Oxyropsis acutirostra är en fiskart som beskrevs av Miranda Ribeiro, 1951. Oxyropsis acutirostra ingår i släktet Oxyropsis och familjen Loricariidae. Inga underarter finns listade i Catalogue of Life.